# Backenbock
Der Backenbock (Xylosteus spinolae) ist ein Käfer aus der Familie der Bockkäfer (Cerambycidae). Es handelt sich um eine von drei Arten seiner Gattung in Europa, und er kommt vor allem in Südeuropa vor. Im deutschsprachigen Bereich ist er nur im südlichen Kärnten anzutreffen, wo er allerdings selten ist.

## Merkmale
Der Backenbock erreicht eine Körperlänge von 14 bis 16 Millimetern. Sein Körper ist gestreckt und schlank, die  Flügeldeckenseiten sind annähernd parallel. Die Weibchen sind etwas breiter gebaut als die Männchen. Der Käfer ist rotbraun gefärbt, dabei ist die Oberseite dunkler als die Unterseite. Die Flügeldecken weisen jeweils vier helle, gelbliche Flecken auf.
Die Antennen sind bei den Männchen etwas länger als der Körper, bei den Weibchen erreichen sie den Hinterrand nicht.

## Verbreitung
Der Backenbock kommt in Südosteuropa, auf der Balkanhalbinsel sowie in der Türkei und im Kaukasus vor. Dabei handelt es sich um ein pontomediterranes Faunenelement. In Deutschland ist er nicht nachgewiesen, in Österreich ist er nur im südlichen Kärnten anzutreffen (ein Einzelfund gelang 2013 auch in der Steiermark). Aus der Türkei, in der die verwandte Art Xylosteus caucasicola vorkommt, existiert nur eine alte Angabe im Katalog von Albert Winkler (1932), so dass das Vorkommen dort als zweifelhaft eingeschätzt wird. Auch das Vorkommen im Kaukasus bedarf wegen möglicher Verwechslung mit dieser Art einer Bestätigung (diese Art wurde früher als Unterart von Xylosteus spinolae angesehen).

## Lebensweise
Der Backenbock lebt vor allem in feuchten Wäldern. Laut Klausnitzer et al. 2018 handelt es sich um eine monophage Art, die in Kärnten nur die Gemeine Hasel (Corylus avellana) nutzt, allerdings sind in der Literatur auch die Weißtanne (Abies alba), die Gemeine Fichte (Picea abies) und die Rotbuche (Fagus sylvatica) als potenzielle Wirtsarten angegeben.
Die Entwicklung der Larven dauert zwei Jahre und findet in Schösslingen und abgestorbenen unteren Stamm- und Wurzelteilen sowie in dickeren Ästen der Hasel statt. In der Regel befinden sich die besiedelten Pflanzen in nach Norden exponierten Steilhängen mit hoher Haseldichte, wobei kühle und feuchte Standorte bevorzugt werden. Die Weibchen legen ihre Eier in Risse abgestorbener oder beschädigter Stämme, Stubben und Wurzelstöcke. Die Larven fressen sich von dort nach unten in Richtung Wurzelstock in das Holz. Das erste Entwicklungsjahr überwintert die Larve im Holz, im zweiten Jahr verpuppt sie sich im August bis September. Die Imago schlüpft bereits im Herbst aus der Puppe, überwintert jedoch in der Puppenhülle und verlässt das Holz erst im folgenden Frühjahr durch ein rund-ovales Bohrloch. Die ausgewachsenen Tiere sind entsprechend schon Ende September bis Oktober in den Verpuppungshöhlen anzutreffen, verbleiben dort jedoch etwa 9 Monate bis in den Mai.

## Systematik
Der Backenbock ist eine eigenständige Art der Bockkäfer (Cerambycidae) und wird dort in die Gattung Xylosteus innerhalb der Schmalböcke eingeordnet. Die wissenschaftliche Erstbeschreibung stammt von Imre Friváldszky von Friváld, der ihn 1837 gemeinsam mit der Gattung beschrieb. Innerhalb der Unterfamilie bildet Xylosteus mit etwa zehn anderen Gattungen die Tribus Xylosteini, die sich, neben gemeinsamen Merkmalen der Larven, durch die grob facettierten Komplexaugen und den kurzen Kopf auszeichnen.
Benannt ist der Käfer nach dem Entomologen Graf Massimiliano Spinola (1780–1857), der sich neben Käfern vor allem mit Wanzen und Hautflüglern befasste.

## Belege
1. 1 2 3 4 5 6 7 8 9 10  „Art: Xylosteus spinolae Frivaldszky von Frivald 1837 – Backenbock.“ In: Bernhard Klausnitzer, Ulrich Klausnitzer, Ekkehard Wachmann, Zdeněk Hromádko: Die Bockkäfer Mitteleuropas. Die Neue Brehm-Bücherei 499, Band 2, 4. Auflage. VerlagsKG Wolf, Magdeburg 2018, ISBN 978-389432-864-1; S. 350–352
2. 1 2  Karl Wilhelm Harde, František Severa: Der Kosmos Käferführer. Die mitteleuropäischen Käfer. Franckh-Kosmos Verlags-GmbH & Co, Stuttgart 2000, ISBN 3-440-06959-1, S. 264.
3. ↑  Xylosteus spinolae. Fauna Europaea, abgerufen am 16. Juni 2020.
4. ↑  Karl Adlbauer (2016): Xylosteus spinolae Frivaldsky, 1837 auch in der Steiermark (Coleoptera, Cerambycidae). In: Joannea Zoologie. Band 15, S. 77–80 (zobodat.at [PDF]).
5. ↑  Hüseyin Özdikmen (2010): Longicorn beetles fauna of European Turkey: a revision to the list of Özdi̇kmen, 2008 (Coleoptera: Cerambycidae). Munis Entomology & Zoology 5 (Supplement): 924-944.
6. ↑  M.L. Danilevsky: List of longhorn beetles (Cerambycoidea) of the former USSR. last updated 09.04.2019.
7. ↑  A. I. Miroshnikov (2009): A Contribution to the Knowledge of the Longicorn Beetles (Coleoptera, Cerambycidae) of the Caucasus: 6. Notes on the Distribution of Some Species with New Data of Their Biology. Entomological Review 90 (9): 1159–1166.